# Párduclányok 3.
A Párduclányok 3. RTL-es szinkronban Párduclányok 3.: Irány Bollywood! (eredeti cím: The Cheetah Girls: One World) egy 2008-as amerikai zenés-táncos film a Disney Channel eredeti produkciójában, Adrienne Bailon, Sabrina Bryan és Kiely Williams főszereplésével, Paul Hoen rendezésében. Deborah Gregory Párduclányok c. regénye alapján a forgatókönyvet írta Daniel Berendsen és Jen Small. Ez a harmadik és egyben utolsó filmje a Párduclányok trilógiának, és az egyetlen film, melyben Raven-Symoné nem szerepel.
Az Amerikai Egyesült Államokban 2008. augusztus 22-én mutatták be, Magyarországi premierje pedig 2010. május 29-én, 19:00-kor volt a Disney csatornán.

## Cselekmény
A zenei karrierről álmodozó Párduclányok, vagyis Chanel (Adrienne Bailon), Dorinda (Sabrina Bryan) és Aqua (Kiely Williams) szerződést kapnak Bollywoodból. Amikor Indiába érkeznek, találkoznak az őket ellenségesen fogadó indiai táncosokkal, ráadásul az is kiderül, hogy akaratuk ellenére egymás riválisaivá váltak. Ugyanis a szűkös költségvetés miatt a főszerepet egy megmérettetést követően csak egyikük kaphatja meg, a többiek üres kézzel távoznak majd.

## Szereplők
| Szereplő                 | Színész          | Magyar hang     | Magyar hang     |
| Szereplő                 | Színész          | Disney Channel  | RTL Klub        |
| ------------------------ | ---------------- | --------------- | --------------- |
| Chanel "Chuchie" Simmons | Adrienne Bailon  | Mezei Kitty     | Mezei Kitty     |
| Dorinda "Do" Thomas      | Sabrina Bryan    | Molnár Ilona    | Molnár Ilona    |
| Aquanette "Aqua" Walker  | Kiely Williams   | Vadász Bea      | Vadász Bea      |
| Kamal bácsi              | Roshan Seth      | Rudas István    | ?               |
| Vikram                   | Michael Steger   | Markovics Tamás | Molnár Levente  |
| Amar                     | Kunal Sharma     | Pálmai Szabolcs | Czető Roland    |
| Gita                     | Deepti Daryanani | Mahó Andrea     | ?               |
| Rahim                    | Rupak Ginn       | Láng Balázs     | Előd Botond     |
| Swami                    | Vinod Nagpal     | Szokolay Ottó   | Kajtár Róbert   |
| Vatsal Seth              | Vatsal Seth      | Sörös Miklós    | Pálmai Szabolcs |

## Premierek
| Ország                    | Dátum                                                        |
| ------------------------- | ------------------------------------------------------------ |
| Amerikai Egyesült Államok | 2008. augusztus 12. (El Capitan színház) 2008. augusztus 22. |
| India                     | 2008. augusztus                                              |
| Argentína                 | 2008. november 2.                                            |
| Brazília                  | 2008. november 16.                                           |
| Mexikó                    | 2008. november 16.                                           |
| Japán                     | 2008. december 31.                                           |
| Németország               | 2009. január 23.                                             |
| Portugália                | 2009. január 24.                                             |
| Svédország                | 2009. március 28.                                            |
| Franciaország             | 2009. április 22.                                            |
| Magyarország              | 2010. május 29. (Disney Channel)                             |

## Filmzene
A film azonos című albuma 2008. augusztus 19-én jelent meg az Amerikai Egyesült Államokban.

### Számlista
|     | Cím                      | Előadó(k)         | Hossz |
| --- | ------------------------ | ----------------- | ----- |
| 1.  | Cheetah Love             | The Cheetah Girls | 3:14  |
| 2.  | Dig a Little Deeper      | The Cheetah Girls | 2:31  |
| 3.  | Dance Me If You Can      | The Cheetah Girls | 3:32  |
| 4.  | Fly Away                 | The Cheetah Girls | 3:30  |
| 5.  | Stand Up                 | Adrienne Bailon   | 3:10  |
| 6.  | What If                  | Adrienne Bailon   | 3:30  |
| 7.  | I'm the One              | The Cheetah Girls | 2:58  |
| 8.  | No Place Like Us         | The Cheetah Girls | 3:25  |
| 9.  | One World                | The Cheetah Girls | 3:43  |
| 10. | Feels Like Love          | The Cheetah Girls | 3:46  |
| 11. | Crazy on the Dance Floor | Sabrina Bryan     | 3:33  |
| 12. | Circle Game              | Kiely Williams    | 2:49  |